# Леонтий (Лебединский)
Митрополит Леонтий (в миру Иван Алексеевич Лебединский; 22 января (3 февраля) 1822, село Новая Калитва, Острогожский уезд, Воронежская губерния — 1 (13) августа 1893, село Черкизово, Московская губерния) — епископ Русской православной церкви, митрополит Московский и Коломенский. Почетный член Императорского Православного Палестинского Общества.

## Биография
Сын священника села Новой Калитвы, Острогожского уезда, Воронежской губернии.
Начальное образование получил в Павловском духовном училище, а среднее в Воронежской духовной семинарии, в которой кончил курс с отличным успехом в 1843 году. В этом году на публичном экзамене в семинарии присутствовал Воронежский архиепископ Антоний; он так был растроган воодушевленною речью даровитого воспитанника семинарии Ивана Лебединского, что с особенным чувством благословил его и, возложив руки на голову оратора, заметно для всех, присутствовавших на экзамене, прочитал какую-то молитву. Этот знаменательный факт был предуказанием будущего высокого назначения молодого воспитанника семинарии. В этом же году Лебединский поступил в Санкт-Петербургскую духовную академию в число студентов ХVІІ курса.
В 1847 году молодой студент перед самым окончанием академического курса постригся в монашество с именем Леонтия, 8-го июня был рукоположен в иеродиакона, а 18-го июля — в сан иеромонаха.
По окончании курса в академии молодой инок назначен был профессором и помощником ректора Санкт-Петербургской духовной семинарии, а затем в том же 1847 году инспектором и профессором богословия Киевской духовной семинарии, где и прослужил по 1852 год, когда был переведен инспектором в Киевскую духовную академию со званием экстраординарного профессора и 15 февраля 1853 году возведён в сан архимандрита.
В 1856 году архимандрит Леонтий был назначен ректором Владимирской семинарии, в 1857 году перемещён на ту же должность в Новгородскую семинарию, а с 17 мая 1859 до 5 марта 1860 года был ректором Санкт-Петербургской семинарии, будучи в то же время членом конференции духовной академии и внешнего академического правления, а также редактором журнала «Духовная Беседа».
И в академии, и в семинариях он оставил по себе наилучшие воспоминания как о талантливом наставнике, так и добром и авторитетном начальнике. Е. В. Барсов в 1893 году писал: ученики преосвященного Леонтия «никогда не забудут нравственный образ своего учителя, особенно не забудут те, в коих зажжена им искра огня божественного».
Достоинства ректора Санкт-Петербургской семинарии высоко оценил и митрополит Новгородский и Санкт-Петербургский Григорий, человек глубокого ума и твёрдого характера, и, по его ходатайству, архимандрит Леонтий Высочайше утверждённым 5 марта 1860 года определением Св. Синода был назначен епископом Ревельским, викарием Санкт-Петербургской митрополии; 10 того же марта состоялось наречение, а 13-го хиротония его в епископа в освящённом незадолго перед тем Исаакиевском соборе.
17-го июня 1860 года скончался митрополит Григорий, и преосвященному Леонтию поручено было управление Санкт-Петербургской митрополией до прибытия нового архипастыря. Новоназначенный митрополит Исидор также оценил дарования своего викария, полюбил его и до конца жизни своей (1892 г.) сохранил к преосвященному Леонтию чувство искреннего расположения.
В августе следующего 1861 года преосвященный Леонтий послан был Св. Синодом на освящение новосозданного трудами известного протоиерея Иосифа Васильева в Париже храма во имя Александра Невского, которое совершено было им 30-го августа с большою торжественностью. Произнесенное при сем случае преосвященным Леонтием слово было переведено на французский язык и напечатано. Преосвященный Леонтий был первый русский архиерей, который побывал в Европе; он очаровал как французов, так и русскую колонию в Париже своим умом и обаятельным обращением, которое, по замечанию очевидцев, ускорило переход в православие известного учёного аббата и доктора богословия Рене-Франсуа Геттэ, умершего православным священником. В 1861 и 1862 годах преосвященный Леонтий состоял членом губернского присутствия по обеспечению духовенства Санкт-Петербургской епархии и председателем епархиального комитета по обсуждению вопросов программы Высочайше утверждённого Присутствия по делам православного духовенства, председателем историко-статистического Комитета для описания Санкт-Петербургской епархии и Комитета для рассмотрения положений о преобразовании духовных училищ.
20 декабря 1863 года назначен епископом Подольским и Брацлавским. В этой епархии он много сделал полезного. Им постепенно увеличено было содержание наставников духовной семинарии, улучшены школьный быт и обстановка воспитанников семинарии, для развития вкуса которых к церковной живописи открыт был класс иконописи. В 1864 году преосвященный Леонтий открыл в г. Каменце училище для девиц духовного звания и преобразовал Тульчинское женское училище, незадолго перед тем открытое по инициативе известного петербургского протоиерея Василия Гречулевича, впоследствии Могилёвского епископа Виталия.
С улучшением материального быта духовенства он возвысил умственный и нравственный уровень его, приложив много попечения к искоренению следов униатских особенностей из религиозной, общественной и частной жизни духовенства. Своим нравственным влиянием преосвященному Леонтию удалось значительно перевоспитать духовенство Подольской епархии, хотя в письме от 10-го ноября 1872 года к своему земляку, архиепископу Тульскому Никандру он писал, что «дух шляхетства и жидовскую меркантильность в духовенстве Подольской епархии не скоро еще выкурить можно». Для улучшения быта и просвещения народа он много потрудился в деле устройства церковных братств, приходских попечительств, церковно-приходских школ и приютов. В видах ослабления католической пропаганды, он настоял на закрытии епископской католической кафедры в Каменце и католической духовной семинарии; по его же настоянию закрыты и переданы были в православное ведомство и некоторые костёлы. При нём же и по его инициативе учреждены были эмеритура и окружные попечительства для заштатного духовенства, для вдов и сирот духовного звания.
Архипастырская деятельность Леонтия оценена была правительством по достоинству: 8-го апреля 1873 года он возведён был в звание архиепископа. От постоянной борьбы с полонизмом, иезуитизмом, от разнообразных и непосильных трудов преосвященный Леонтий, по его собственным словам, «измучился и здоровье испортил».
2 октября 1874 году преосвященный Леонтий перемещен был на Херсонскую кафедру. Послание его к пастырям и пастве Херсонской епархии от 25 декабря 1874 года представляет литературный памятник забот преосвященного о новой своей пастве.
Не успел ещё архиепископ Леонтий вполне ознакомиться с Херсонскою епархиею, начертать очень важных мероприятий, направленных к ослаблению распространившейся по епархии штунды, как 16 ноября 1875 году состоялось перемещение его в Холмско-Варшавскую епархию, в самое главное средоточие полонизма, как испытанного стража и борца за православие. И с этого времени начинается блестящий период 16-летней архипастырской деятельности преосвященного Леонтия, подробное и обстоятельное изображение которой находится в изданных П. Н. Батюшковым обширных исторических описаниях Подолии и Холмской Руси. Ему предстояла трудная и сложная задача утвердить в православной вере воссоединившихся в 1875 году униатов с православною церковью. Для этой цели и вообще для возрождения русского духа в Холмско-Варшавской епархии и утверждения православия в Привислянском крае им увеличен был состав причтов почти при всех городских церквах, восстановлено много пришедших в разрушение во времена унии православных храмов, а равно устроено много новых; возобновлены в Холме и Замостье православные братства, открыто при Варшавском кафедральном соборе Свято-Троицкое братство, Яблочинский мужской монастырь, древний памятник православия в крае, был преобразован и возведен на степень первоклассного; в посаде Лесне, во времена унии бывшем центром латинской пропаганды, устроена православная женская община. В целях возвышения умственного и нравственного уровня духовенства и авторитета его в глазах иноверцев, преосвященный Леонтий преобразовал Холмскую бывшую униатскую семинарию по образцу всероссийских православных семинарий, для которой, по его настоянию, выстроено было прекраснее здание в Холме. Здесь же вскоре открыто было духовное училище, преобразованное из бывшей причётнической школы. Архиепископ Леонтий усилил благочиннический надзор за приходским духовенством, исходатайствовал от правительства увеличение окладов жалованья духовенству. В заботах об умственном и нравственном преуспеянии народа преосвященный Леонтий восстановил церковные братства и усилил их деятельность, увеличил число церковно-приходских школ и церковно-приходских попечительств, устроил приюты при Яблочинском монастыре и Леснинской общине, усилил церковную проповедь. Восстановленное преосвященным Леонтием в 1879 году Холмское Православное Свято-Богородицкое братство для укрепления и преуспеяния православия в Холмской Руси в 1885 году впервые выпустило в свет «Холмский народный календарь» с целью вытеснить из употребления в народе составленные в латинском и польском духе польские календари.
В воздаяние выдающихся заслуг по управлению Холмско-Варшавскою епархиею преосвященный Леонтий назначен был при лестном Высочайшем рескрипте от 17 ноября 1891 года Московским митрополитом. Кратковременно было служение преосвященного Леонтия на кафедре Московской митрополии, полтора лишь года, но оно ознаменовано двумя важными событиями в церковно-общественной жизни русского народа, а именно: устройством церковно-народного чествования 500-летия со дня преставления преподобного Сергия Радонежского и фототипическим изданием всецело на средства преосвященного Леонтия Нового Завета, писанного рукою Святителя Алексия, митрополита Московского и духовного друга святого Сергия Радонежского.
Мирная кончина его последовала 1 августа 1893 года. Он был погребён в Троице-Сергиевой Лавре под сводами Успенского собора.

## Сочинения
- «Мысли о цели жизни человеческой», статья, напечатанная в «Духе Христианина» за 1864 г.;
- «Слова, поучения и речи в дни воскресные и праздничные», впервые изданные в 1867 г., переизданные в двух томах в 1876 и 1888 гг.;
- несколько слов, не вошедших в полное собрание, напечатано отдельно;
- «Письма» его, напечатанные в «Чтениях Общества и Древностей Российских» за 1908 г. и в «Русской Старине» за 1901 г, № 8, и «Из лекций по нравственному богословию», Сергиев Посад, 1892 г.
- «Мои заметки и воспоминания», Сергиев Посад, 1914 г.[4]